# Романовское сельское поселение (Волгоградская область)
Рома́новское се́льское посе́ление — муниципальное образование в составе Ольховского района Волгоградской области.
Административный центр — село Романовка.

## История
Романовское сельское поселение образовано 24 декабря 2004 года в соответствии с Законом Волгоградской области № 978-ОД.

## Население
| 2010 | 2012 | 2013 | 2014 | 2015 | 2016 | 2017 |
| ---- | ---- | ---- | ---- | ---- | ---- | ---- |
| 563  | ↘549 | ↘541 | ↘539 | ↘531 | ↘527 | ↘510 |
| 2018 | 2019 | 2020 | 2021 |      |      |      |
| ↘481 | ↘470 | ↘460 | ↘438 |      |      |      |

## Состав сельского поселения
| № | Населённый пункт | Тип населённого пункта       | Население |
| - | ---------------- | ---------------------------- | --------- |
| 1 | Романовка        | село, административный центр | 543       |
| 2 | Студеновка       | хутор                        | 20        |